# Баландино (Красноармейский район)
Бала́ндино — посёлок в Красноармейском районе Челябинской области. Административный центр Баландинского сельского поселения.

## География
Расположен рядом с аэропортом Челябинск. Ближайшие населённые пункты: посёлок Аэропорт в составе Челябинска, посёлки Степной и Береговой.

## Население
| 2002 | 2010 |
| ---- | ---- |
| 561  | ↗583 |

По данным Всероссийской переписи, в 2010 году численность населения посёлка составляла 583 человека (287 мужчин и 296 женщин).

Проживают русские, башкиры.

## Улицы
Уличная сеть посёлка состоит из 14 улиц.

## Транспорт
В посёлке расположена одноимённая железнодорожная станция.

## Религия
Мечети
- Мечеть